# Hold Me in Your Arms (álbum)
Hold Me in Your Arms es el segundo álbum de Rick Astley, lanzado en 1988.

## Lista de canciones
1. "She Wants To Dance With Me" - 3:14
2. "Take Me To Your Heart" - 3:27
3. "I Don't Want To Lose Her" - 3:31
4. "Giving Up On Love" - 4:01
5. "Ain't Too Proud To Beg" - 4:19
6. "Till Then (Time Stands Still)" - 3:14
7. "Dial My Number" - 4:09
8. "I'll Never Let You Down" - 3:55
9. "I Don't Want To Be Your Lover" - 3:58
10. "Hold Me In Your Arms" - 4:32

- Datos: Q256386